# Комната страха
«Комната страха» (англ. Panic Room) — американский триллер 2002 года, снятый режиссёром Дэвидом Финчером с Джоди Фостер в главной роли.

## Сюжет
Мэг Олтман после развода с мужем переезжает в новый дом в престижном районе Нью-Йорка вместе со своей дочерью Сарой, страдающей диабетом. При осмотре дома перед покупкой она обнаруживает несоответствие размеров коридора и площади одной из комнат; продавец объясняет Мэг, что за стеной спрятана так называемая «паническая комната» — неприступное помещение на случай проникновения в дом бандитов, обеспеченное всем необходимым для выживания: запасом продуктов, тёплыми вещами, медикаментами и даже шампанским. Комната также оборудована вентиляцией, санузлом, выделенной телефонной линией и мониторами, на которых можно наблюдать за происходящим в доме с помощью установленных повсюду камер, передающих только изображение.
Ночью сразу после заселения в дом проникают трое преступников — Джуниор, Бёрнам и Рауль, скрывающий лицо под маской грабителя. Джуниор — внук предыдущего владельца, обделившего его наследством. Теперь он хочет заполучить три миллиона долларов, лежащих в потайном сейфе здания, пообещав поделить добычу с Бёрнамом и Раулем.
Проснувшись, Мэг обнаруживает присутствие незваных гостей и, схватив Сару, прячется с ней в «панической комнате»; проблема в том, что сейф с деньгами находится в этой самой комнате. Бёрнам, занимавшийся проектированием подобных зданий, объясняет соучастникам, что проникнуть в комнату извне невозможно. Тогда Джуниор и Рауль запускают в комнату газ, но у Мэг получается поджечь его, взорвав баллон и не навредив себе и дочери. Между тем Сара находит в комнате портативный фонарик и через вентиляционное отверстие в стене пытается передать сигнал SOS жильцу квартиры в доме напротив. Спящий жилец просыпается и подходит к окну, но зевнув и не заметив ничего подозрительного, закрывает шторы. 
После взрыва газа Джуниор получает ожоги руки и лица. Рауль требует у Джуниора треть добычи вместо первоначально оговоренных ста тысяч долларов, но тут же меняет сумму на половину, утверждая, что Бёрнама стоит исключить из доли. Последний, разозлившись, начинает выяснять с партнёрами отношения; Мэг пользуется моментом и, выбравшись из комнаты, забирает из комнаты свой мобильник. Так как мобильной связи внутри комнаты нет, Мэг подключает встроенный телефонный аппарат к общему кабелю и делает звонок бывшему мужу, прежде чем преступники обрубают линию. Тем временем у Сары начинается приступ ввиду критического снижения уровня сахара в крови, а все продукты и медикаменты в комнате по трагической случайности оказываются без глюкозы.
Джуниор, отчаявшись, решает оставить затею с проникновением и пытается расплатиться с Бёрнамом, но тот хочет довершить дело до конца. Джуниор  решает сообщить о деньгах деда в полицию и получить часть суммы в качестве одного из наследников, что даже при наличии других претендентов на деньги и налога на наследство составит около 900 000 долларов. Услышав это, Бёрнам понимает, что в сейфе намного больше денег, чем он и Рауль думали, и Джуниору приходится сознаться во лжи. Тот собирается уйти, несмотря на уговоры Бёрнама, но внезапно всё это время молчавший Рауль убивает Джуниора из пистолета с глушителем. В это же время в дом проникает Стивен Олтман, бывший муж Мэг. Осознав, что с его помощью можно заставить Мэг покинуть убежище, Рауль жестоко избивает Стивена перед одной из видеокамер. Бёрнам, дабы не допустить очередного убийства, накрывает камеру курткой и объясняет Раулю некий новый план, которого Мэг услышать не может. Вскоре на одном из мониторов Мэг видит Бёрнама, спускающегося по лестнице с бессознательным телом Рауля, и вновь покидает комнату, чтобы достать лекарство для дочери. Рауль, поменявшийся со Стивеном одеждой, пользуется моментом и вместе с Бёрнамом проникает в комнату, где всё ещё находится Сара. Обнаружив обман, Мэг кидается обратно. В результате потасовки пистолет Рауля оказывается за пределами комнаты, лекарства же, напротив, попадают внутрь; вдобавок ко всему, рука Рауля оказывается придавленной дверью. Мэг просит Бёрнама сделать укол Саре, что тот и делает, несмотря на увещевания Рауля.
Раздаётся звонок в дверь. Мэг видит, что это полиция, но, понимая, что преступники, видящие всё по монитору, могут убить её дочь, если она проболтается, прикинувшись пьяной, выпроваживает полицейских, сказав им, что вызов ложный. После этого она разбивает кувалдой все камеры в доме и отдаёт Стивену пистолет. Бёрнам и Рауль находят в сейфе облигации на 22 миллиона долларов и, взяв с собой Сару для страховки, выходят наружу и спускаются в прихожую. Стивен берёт их на мушку, несмотря на обещания отпустить Сару, покинув дом; в это же время Мэг нападает на грабителей сзади, но в ходе потасовки Рауль обезоруживает и Мэг, и Стивена. Повалив Мэг на пол, Рауль заносит над ней кувалду, но не успевает нанести удар — вернувшийся, чтобы помочь заложницам, Бёрнам убивает его из пистолета, после чего выбегает на улицу с облигациями за пазухой. В этот же момент дом окружает полиция, застав Бёрнама, когда тот перелезал через ограду. Облигации разлетаются по двору, размокая под дождём.
В финальной сцене Мэг и Сара, сидя на скамейке в парке, выбирают, в какой дом им лучше всего переехать.

## В ролях
| Актёр          | Роль          |
| -------------- | ------------- |
| Джоди Фостер   | Мег Олтман    |
| Кристен Стюарт | Сара Олтман   |
| Джаред Лето    | Джуниор       |
| Форест Уитакер | Бёрнам        |
| Дуайт Йокам    | Рауль         |
| Патрик Бошо    | Стивен Олтман |
| Энн Магнусон   | Лидия Линч    |
| Пол Шульц      | офицер Кини   |

## Факты
- Изначально Николь Кидман должна была исполнить роль Мэг Олтман, а Хейден Панеттьер — сыграть её дочь, Сару. Незадолго до начала съёмок Хейден заменили Кристен Стюарт. Спустя восемнадцать дней с начала съёмок из проекта выбыла Кидман из-за осложнений травмы колена, полученной во время съёмок «Мулен Руж» (2001). Дэвид Финчер предложил студии закрыть проект, однако студийные боссы решили по-другому. Главная роль была предложена Джоди Фостер, которая в то время должна была возглавить жюри Каннского кинофестиваля. Джоди отказалась от поездки в Канны, чтобы поработать вместе с Финчером, у которого она должна была сыграть ещё в «Игре» (1997), но её роль в конечном итоге была переписана и досталась Шону Пенну. У Фостер было всего лишь девять дней на подготовку своей роли.
- Дэйви Чейз проходила пробы на роль Сары.
- Во время съёмок Джоди Фостер была беременна. Так как съёмки затянулись, студии пришлось подождать, пока Фостер родит своего второго ребёнка и после этого сможет вернуться для пересъёмок.
- Роль Рауля была предложена Мэйнарду Джеймсу Кинану.
- Голос подруги Стивена Олтмана принадлежит Николь Кидман.
- Эндрю Кевин Уокер, сыгравший соседа напротив дома Мэг, написал сценарий фильма «Семь» (1995), режиссёром которого был Дэвид Финчер.
- В фильме сыграли три актёра, до этого поставившие свои собственные фильмы: Джоди Фостер, Форест Уитакер и Дуайт Йокам.
- Сандра Буллок должна была сыграть главную роль.
- Начальные титры были сделаны компаниями «The Picture Mill» и «ComputerCafe». На их создание ушло около года.
- Адам Голдберг должен был сыграть Джуниора.
- Дариус Хонджи покинул проект после двух недель съёмок. Однако в титрах он всё же числится как один из операторов фильма.
- Идея фильма возникла у Дэвида Кеппа после того, как он прочитал статью о «безопасных комнатах» в «The New York Times» и застрял в лифте дома, где он живёт.
- По словам Дэвида Финчера, во время съёмок Кристен Стюарт выросла более чем на три дюйма (7,6 сантиметра). Она была ниже Джоди Фостер, когда начались съёмки, и выше неё, когда съёмки подходили к концу.
- Все сцены, происходящие внутри дома, снимались в хронологическом порядке, точно так же, как они идут в фильме.
- Сотовый телефон Мэг (Джоди Фостер) — Nokia 8890.
- Дэвид Кепп написал черновой вариант сценария за шесть дней.

## Технические данные
Оригинальный негатив фильма снят сферическими объективами Panavision на 35-мм киноплёнке в формате «Супер-35» с шагом кадра в 3 перфорации. Сцены с замедленным движением сняты в формате «Технископ». Весь полученный негатив был отсканирован для дальнейшей работы по цифровой технологии Digital Intermediate. Прокатные фильмокопии отпечатаны с готового цифрового фильма в анаморфированном формате на плёнке 35-мм. Общая длина фильма 3058 метров при соотношении сторон кадра 2,35:1. Две цифровые совмещённые фонограммы на фильмокопиях отпечатаны в стандартах SDDS и Dolby Digital. Фонограмма DTS поставляется вместе с фильмокопией на отдельном компакт-диске.